# Pararge filiplumemilyssa
Pararge filiplumemilyssa är en fjärilsart som beskrevs av Ruggero Verity 1953. Pararge filiplumemilyssa ingår i släktet Pararge och familjen praktfjärilar. Inga underarter finns listade i Catalogue of Life.